# Степанов, Леонид Николаевич (спортсмен, 1922)
Леонид Николаевич Степанов (11 июня 1922 — 1969) — советский игрок в хоккей с шайбой и с мячом, участник ВОВ.

## Биография
Родился 11 июня 1922 года. В довоенные годы играл в хоккей с мячом за московские ЦДКА и «Спартак». В 1941 году был мобилизован в Красную Армию в связи с началом Великой Отечественной войны. По состоянию здоровья был демобилизован в 1943 году и продолжил выступать в хоккее с мячом за ВВС. В 1945 году играл в финале Кубка СССР по хоккею с мячом за предшественника ВВС - команду 1-го Московского Краснознаменного и ордена Ленина авиаучилища связи («Авиаучилище»).
С 1946 года выступал в соревнованиях по хоккею с шайбой. Стал автором одной из первых шайб чемпионатов СССР — 22 декабря 1946 года в составе ЦДКА в матче против свердловского «Дома офицеров» (5:1). Всего в высшей лиге провёл более 130 матчей и забил 96 шайб в ворота. В 1951 году стал обладателем Кубка СССР по хоккею с шайбой, а в 1952 году — финалистом Кубка. Серебряный (1947) и бронзовый (1950, 1951) призёр чемпионатов СССР. Играл за сборную Москвы.
Во время игры отличался быстродействием, напором и отличным ударом по воротам и умел приспосабливаться к игре своих коллег по игре.
После завершения игровой карьеры тренировал ХК «Льнокомбинат им. Ленина» (Казань) в 1957—1959 гг., после чего завершил спортивную карьеру.
Скоропостижно скончался в 1969 году.